# Almunia de San Lorenzo
Almunia de San Lorenzo (Almúnia de Sant Llorenç, en catalán) es una localidad española del municipio de Tolva, en la provincia de Huesca, Aragón. Actualmente está casi despoblada.

## Geografía
Se encuentra a menos de 700 metros de San Lorenzo y a 2 km de Luzás.

## Lugares de interés
- Parroquia moderna, de nave única y ábside poligonal.[2][4]
- Ermita de San Miguel.

## Fiestas
- Fiesta mayor, del 8  al 9 de mayo, en honor a San Miguel.